# Pan-European Oil Pipeline

Traseul PEOP

Pan-European Oil Pipeline (PEOP) este un oleoduct planificat pentru a fi construit, care urmează să conecteze Constanța, România cu Trieste, Italia, trecând prin Serbia și Croația. Scopul construirii oleoductului este de a evita strâmtoarea Bosfor, controlată de Turcia, în transportul petrolului rusesc și al celui din zona Mării Caspice către Europa Centrală.
În 22 aprilie 2008, reprezentanți ai României, Serbiei și Croației au semnat acordul pentru înființarea companiei de proiect a oleoductului Pan European Oil Pipeline Constanța - Trieste, iar cea de-a patra țară, Italia, urma să ia o decizie în privința implicării în proiect după instalarea noului Guvern.
Din această companie de proiect fac parte: Conpet și Oil Terminal din partea României, Transnafta (din Serbia) și Janaf (din Croația).
De asemenea, compania azeră Socar a manifestat un interes major de a participa la realizarea proiectului PEOP, atât ca furnizor de țiței, cât și ca investitor pe teritoriul României.
Proiectul este evaluat la aproape trei miliarde de euro și va fi operațional în 2-4 ani.
Lungimea totală a conductei va fi de 1.360 kilometri, din care pe teritoriul României - 649 kilometri, al Serbiei - 208 km, al Croației - 423 km, al Sloveniei - 29 km și al Italiei - 10 kilometri.
Studiul de fezabilitate pentru construcția oleoductului prezintă trei posibile variante de capacitate de transport pentru conductă, respectiv de 40, 60 sau 90 milioane de tone/an.